# Psiloceras
Psiloceras – rodzaj głowonogów z wymarłej podgromady amonitów, z rzędu Ammonitida.
Żył w okresie wczesnej jury (hettang).